# 岩手県青少年会館
岩手県青少年会館（いわてけんせいしょうねんかいかん）は、岩手県盛岡市にある施設。別名はフラップいわて。

## 概要
3階建ての施設で、宿泊、会議・研修、宴会などの業務を行っている。運営は一般財団法人岩手県青少年会館による。徒歩で5-15分程度の位置に岩手県営運動公園・スケート場・武道館がある。
2003年5月17日からユースホステルも併設し、開館当時の料金は会員で3,000円であった。窓からは岩手山が眺められたが、2019年9月でユースホステルの業務は終了した。

## アクセス
いわて銀河鉄道線の青山駅または厨川駅が最寄り駅
- 盛岡駅東口 9番のりばより岩手県交通バス利用。
  - 「255　みたけ中央線・岩手牧場」行で約25分、青少年会館前下車 徒歩2分。